# Mijailo Mijailović
Mijailo Mijailović (Stockholm, 6. prosinca 1978.), švedski atentator srpskih korijena, ubojica švedske ministrice vanjskih poslova Anna Lindh, osuđen na doživotnu zatvorsku kaznu. 

## Djetinjstvo
Mijailo Mijailović je rođen u Švedskoj 1978. a njegovi roditelji su bili srpski useljenici. Pohađao je školu i u Srbiji. Srednju školu je prekinuo u Švedskoj. Njegovo djetinjstvo opisano je kao problematično.
Osuđen je u Švedskoj 1997. za nanošenje tjelesnih ozljeda, pošto je svoga oca napao kuhinjskim nožem i teško ozlijedio. Na suđenju je izjavio da je želio prekinuti svađu svojih roditelja i da se ne može ničega sjetiti. Na kraju osuđen je na probaciju. Psihijatrijski stručnjak na sudskom procesu rekao je da mu je hitno potrebna psihijatrijska terapija.
U drugim slučajevima suđeno mu je pred švedskim pravosuđem za posjed ileganog oružja i telefonsko uznemiravanje dviju žena.

## Ubojstvo Anne Lindh
Mijailo Mijailović je nožem nanio tjelesne ozljede švedskoj ministrici vanjskih poslova Anni Lindh u štockholmskoj robnoj kući Nordiska Kompaniet, gdje je ona bila u kupovini bez svojih tjelohranitelja. Dan poslije Anna Lindh je preminula od posljedica ranjavanja. Ubojstvo je s pozornošću praćeno u drugim zemljama a u Švedskoj je dovelo do stanja nacionalnog šoka i rasprava o kraju otvorenog švedskog društva.
Mijailo Mijailović je uhićen i stavljen u pritvor kao glavni osumnjičeni 24. rujna na osnovu slike jedne nadzorne kamere.

## Sudski postupak
Iako se u početku smatralo da atentat nije imao nikakvu političku pozadinu, neki promatrači su smatrali da je Mijailović napao socijaldemokratkinju Lindh glede njenog pozitivnog držanja tijekom NATO-napada na Beograd zbog rata na Kosovu 1999.
Mijailović je priznao 6. siječnja 2004. da je izvršio nedjelo. Psihijatriski stručnjak tijekom sudske parnice, nije vidio olakotnih okolnosti jer je u trenutku atentata bio duševno zdrav. Mijailović je tvrdio da nije želio ubiti Annu Lindh, no jedan „unutarnji glas“ mu je naredio da to učini. Sud u Stockholmu ga je 23. ožujka osudio na doživotnu kaznu zatvora.
Ova presuda je dignuta na višu instancu (Svea hovrätt), jer je kod Mijailovića konstatirana  „ozbiljna psihička smetnja“. Na najvišoj instanci (Högsta domstolen), potvrđena je kazna prvostupanjskog suda 2. prosinca 2004. godine.
Mijailović je imao srpsko i švedsko državljanstvo kada je izvršio atentat. Švedskog državljanstva se kasnije odrekao.

## Vanjske poveznice
- BBC-Dossier o Mijailoviću